# Comitato per il Nobel norvegese

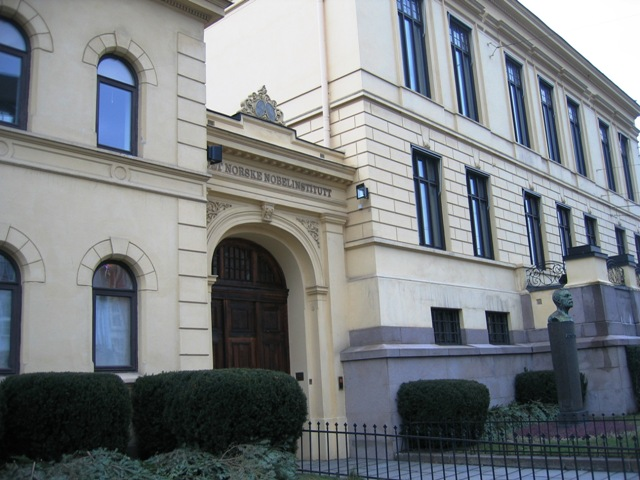
La sede dell'Istituto Nobel norvegese, dove il comitato si riunisce

Il Comitato per il Nobel norvegese (in norvegese: Den norske Nobelkomité) è l'istituzione che designa il vincitore del Nobel per la pace. Ne fanno parte cinque componenti scelti dallo Storting, il parlamento norvegese. Il Comitato ha sede presso l'Istituto Nobel norvegese.

## Storia
Alfred Nobel, istituendo nel proprio testamento il premio che porta il suo nome, stabilì che, a differenza di quelli per la letteratura, per la chimica, per la fisica e per la medicina, il premio per la pace fosse assegnato dal Parlamento norvegese o, più precisamente, da un comitato di cinque persone scelto dal Parlamento. Per questo scopo, nel 1897, lo Storting istituì il Comitato, battezzandolo "Comitato per il Nobel norvegese" e nominando i primi cinque membri, che nel 1901 assegnarono il primo Nobel per la pace a Henry Dunant e Frédéric Passy.
Nel 1901 il nome del Comitato fu cambiato, diventando Comitato per il Nobel del Parlamento norvegese (in lingua originale Det norske Stortings Nobelkomité). Nel 1904, per dare una sede al Comitato, fu fondato l'Istituto Nobel norvegese. Da principio la sede dell'Istituto e del Comitato fu stabilita in un ufficio in affitto a Victoria Terrasse, ma nel maggio del 1905 fu trasferita nell'attuale sede, costruita nel 1867 come edificio residenziale in Henrik Ibsens gate 51. Nel mese di gennaio del 1944 il governo Quisling tentò di prendere il possesso delle funzioni del Comitato. Di conseguenza i componenti del comitato rassegnarono le dimissioni. L'ambasciata di Svezia a Oslo assunse il controllo delle attività per conto della Fondazione Nobel. Nel 1977 il Comitato riassunse il proprio nome originario.

## Scelta del vincitore
Il vincitore del Premio può essere una persona o un'organizzazione la cui candidatura sia stata presentata entro il 1º febbraio. Ricevute le candidature, i componenti del Comitato e il direttore dell'Istituto Nobel norvegese selezionano i possibili vincitori e redigono una relazione su ciascuno di loro. Entro la metà di ottobre il Comitato sceglie il vincitore o i vincitori (fino a un massimo di tre) e ne annuncia il nome. Il premio viene consegnato il 10 dicembre, il giorno in cui Nobel morì, presso il municipio di Oslo.

## Composizione
Inizialmente i componenti del comitato erano scelti fra i parlamentari attivi, mentre oggi la carica di parlamentare è incompatibile con quella di componente del Comitato, e in caso di nomina i deputati devono impegnarsi a lasciare immediatamente lo scranno allo Storting. Tuttavia, del Comitato è sempre stato composto principalmente da politici. Nel 1903, la proposta di nominare fra i suoi componenti il giurista Ebbe Hertzberg fu respinta. Nel 1948, il sistema di elezione fu modificato, su proposta del Partito Laburista Norvegese, per rendere la composizione del Comitato proporzionale a quella del Parlamento. Sebbene la decisione sia stata duramente criticata, il sistema di elezione non è mai stato modificato. Del comitato non hanno mai fatto parte componenti non norvegesi, nonostante alcune proposte in tal senso siano state formulate in passato.

### Elenco dei presidenti
Segue la lista dei presidenti del comitato:
- 1900-1901: Bernhard Getz
- 1901-1922: Jørgen Løvland
- 1922-1922: Hans Jacob Horst
- 1922-1941: Fredrik Stang
- 1941-1943: Gunnar Jahn
- 1944-1945: nessuno
- 1945-1945: Carl Joachim Hambro
- 1945-1966: Gunnar Jahn
- 1967-1967: Nils Langhelle
- 1967-1967: Bernt Ingvaldsen
- 1968-1978: Aase Lionæs
- 1979-1981: John Sanness
- 1982-1989: Egil Aarvik
- 1990-1990: Gidske Anderson
- 1991-1999: Francis Sejersted
- 2000–2002: Gunnar Berge
- 2003–2008: Ole Danbolt Mjøs
- 2009–2015: Thorbjørn Jagland
- 2015–2017: Kaci Kullmann Five
- 2017–:Berit Reiss-Andersen

### Membri 2021
Segue la lista degli attuali componenti del Comitato:
- Berit Reiss-Andersen (in carica dal 2012, riconfermata fino al 2023)
- Anne Enger (in carica dal 2018, confermata fino al 2026)
- Asle Toje (in carica dal 2018, confermato fino al 2023)
- Kristin Clemet (in carica dal 2021, confermata fino al 2026)
- Jørgen Watne Frydnes (in carica dal 2021, confermato fino al 2026)

### Segretariato
L'Istituto Nobel norvegese svolge le funzioni di segretariato per il Comitato. Il direttore dell'istituto, pur non facendo parte del Comitato, esercita le funzioni di segretario. Segue la lista dei segretari:
- 1901-1909: Christian Lous Lange
- 1910-1945: Ragnvald Moe
- 1946-1973: August Schou
- 1974-1977: Tim Greve
- 1978-1989: Jakob Sverdrup
- 1990–2015: Geir Lundestad
- 2015-: Olav Njølstad